# Berti
Els berti són un important grup ètnic del Darfur (Sudan) amb centre a Mellit. Parlen una llengua pròpia llunyanament emparentada al zaghawa. Els berti tenen diversos caps; el principal, amb títol de malik, als primers anys del segle XXI era Husayn Ahmaday Adam Tamim de la tradicional família governant dels Baasanga, sent el 22è malik de la nissaga. Governa sobre 22 "omdas" dels quals 20 són bertis, 1 zaghawa i 1 àrab Bani Hamran. Hi ha altres caps bertis al Darfur oriental:
- El malik de Dar Simiyat, entre Al Fashir i Al Kuma.
- El sartay de Umm Keddada
- El sartay de Al Tuwaysha, de la tradicional família governant dels Daw al-Bayt.